# Gare de Tiout
La gare de Tiout est une gare ferroviaire algérienne située sur le territoire de la commune de Tiout, dans la wilaya de Naâma.

## Situation ferroviaire
Établie à une altitude de 1 024,940 m, la gare est située au point kilométrique (PK) 405,123 de la ligne de Oued Tlelat à Béchar, où elle est précédée de la gare de Aïn Sefra et suivie de celle de Moghrar.
| \| Tiout Moghrar El Biod Naâma Mécheria Aïn Sefra Djeniene Bourezg \| Localisation de la gare de Tiout dans la wilaya de Naâma. |
| Tiout Moghrar El Biod Naâma Mécheria Aïn Sefra Djeniene Bourezg                                                                 |

## Histoire
La gare est mise en service en 1901 lors de l'ouverture de la section de Aïn Sefra à Duveyrier de l'ancienne ligne à voie étroite d'Oran à Kenadsa via Saïda. Précédée de la  gare de Aïn Sefra et suivie de l'ancienne gare de Aïn El Hadjadi, elle était située au PK 503,200 de cette ligne,.
Cette gare fait partie des gares fortifiées en Algérie construites par l'armée française entre 1881 et 1906 le long de la ligne entre Saïda et Béchar.

## Service des voyageurs

### Desserte
La gare est desservie par les trains grandes lignes de la liaison Oran - Béchar.